# 弗拉格勒莊園 (佛羅里達州)
弗拉格勒莊園（英語：Flagler Estates）是位於美國佛羅里達州弗萊格勒縣和聖約翰斯縣的一個非建制地區。該地的面積和人口皆未知。

## 地理
弗拉格勒莊園的座標為29°38′15″N 81°27′27″W / 29.63750°N 81.45750°W，而該地的平均海拔高度為4米（即13英尺）。